# Iniistius griffithsi
Iniistius griffithsi är en fiskart som beskrevs av Randall 2007. Iniistius griffithsi ingår i släktet Iniistius och familjen läppfiskar. IUCN kategoriserar arten globalt som livskraftig. Inga underarter finns listade i Catalogue of Life.